# Convergència absoluta
En matemàtiques, una sèrie (o de vegades una integral) de números es diu que convergeix absolutament si la suma dels valors absoluts dels termes (o integrands) és finita.

## Definició formal
| Es diu que {\displaystyle \sum _{n=0}^{\infty }a_{n}} és absolutament convergent si la sèrie {\displaystyle \sum _{n=0}^{\infty }\left\|a_{n}\right\|<\infty }. |

En altres paraules, la sèrie és absolutament convergent si la sèrie de valors absoluts és una sèrie convergent.

## Convergència absoluta
La convergència absoluta implica la convergència, però l'afirmació recíproca no és certa.

## Convergència condicional
Si la sèrie {\displaystyle \sum _{n=0}^{\infty }a_{n}} és convergent però no absolutament convergent, hom diu que la sèrie és condicionalment convergent. Això succeeix quan {\displaystyle \sum _{n=0}^{\infty }|a_{n}|} és divergent.